# Мельники (зупинний пункт)
Мельники (біл. Мельнікі) — пасажирський залізничний зупинний пункт Берестейського відділення Білоруської залізниці на лінії Хотислав — Берестя-Центральний між станціями Хотислав та Малорита. Розташований в однойменному селі Мельники Малоритського району Берестейської області.

## Пасажирське сполучення
Пасажирське сполучення здійснюється регіональними поїдами економ-класу за напрямком Берестя-Центральний — Хотислав.